# スナックJUJU 〜夜のRequest〜
『スナックJUJU 〜夜のRequest〜』（スナックジュジュ・よるのリクエスト）は、JUJUの4作目のカバーアルバム。2016年10月28日発売。また、本項では本アルバムの発売に伴い、開催されたライブをおさめた映像作品『-ジュジュ苑スペシャル- スナックJUJU at 国立代々木競技場第一体育館』も共に記載する。

## 解説
邦楽カバーアルバムとしては、2014年にリリースした『Request II』から2年ぶり、また洋楽カバーアルバム『TIMELESS』以来となるアルバムでもあり、カバーアルバム第4弾でもある。
今作では前Requestシリーズとは異なり、『スナックJUJU』と釘打って自身のルーツでもある歌謡曲を大人の上品をテーマに沿った楽曲で仕上げられており、1974年 - 1986年までを中心に選曲されている。またカバー楽曲としては珍しく、同じアーティストの提供曲あるいは、同ミュージシャンの楽曲などが複数収録されている。
本リリースに伴い、先行としてシングル『六本木心中/ラヴ・イズ・オーヴァー』が9月21日に発売された。また、10月10日に東京・国立代々木競技場第一体育館にて『-スナックJUJU- ジュジュ苑スペシャル』が開店（開催）された。本ライブ内にて2017年より本作を引っ提げて全国アリーナツアー『-スナックJUJU- ジュジュ苑スペシャル アリーナツアー2017』が期間限定開店される事を発表した。
オリコン週間アルバムランキングにて、初登場5位であったが、翌週は3位に浮上し近年稀に見るロングヒットアルバムとなっている。また本作品は2016年12月に日本レコード協会によりゴールド認定されている。
初回限定盤は2015年に行われた全国ツアー「JUJU ARENA TOUR 2015 ジュジュ苑 10th Anniversary Special」から、カバー曲4曲のライブ映像を収めたDVDが付属。

## 収録曲
1. 六本木心中(5:08)
1984年発表のアン・ルイスのカバー
作詞：湯川れい子/作曲：NOBODY/編曲：亀田誠治
2. ロンリーチャップリン with 鈴木雅之(5:40)
1987年発表の鈴木聖美 with Rats&Starのカバー
作詞：岡田ふみ子/作曲：鈴木雅之/編曲：松浦晃久
3. 夏をあきらめて(3:45)
1982年発表のサザンオールスターズのカバー、研ナオコバージョンが知られている
作詞・作曲：桑田佳祐/編曲：島健
4. まちぶせ(3:36)
1976年発表の三木聖子のカバー、石川ひとみバージョンが知られている
作詞・作曲：荒井由実/編曲：武部聡志
5. 桃色吐息(4:04)
1982年発表の髙橋真梨子のカバー
作詞：康珍化/作曲：佐藤隆/編曲：extra5 = 島田昌典
6. 駅(4:32)
1986年発表の中森明菜のカバー、竹内まりやバージョンが知られている
作詞・作曲：竹内まりや/編曲：島健
7. 二人でお酒を(3:20)
1974年発表の梓みちよのカバー
作詞：山上路夫/作曲：平尾昌晃/編曲：松浦晃久
8. DESIRE -情熱-(4:19)
1986年発表の中森明菜のカバー
作詞：阿木燿子/作曲：鈴木キサブロー/編曲：島田昌典
9. 恋におちて -Fall in love-(5:11)
1985年発表の小林明子のカバー
作詞：湯川れい子/作曲：小林明子/編曲：亀田誠治
10. 夢の途中(5:08)
1981年発表の来生たかおのカバー
作詞：来生えつこ/作曲：来生たかお/編曲：松浦晃久
11. シルエット・ロマンス(4:13)
1981年発表の大橋純子のカバー
作詞：来生えつこ/作曲：来生たかお/編曲：島健
12. つぐない(4:26)
1984年発表のテレサ・テンのカバー
作詞：荒木とよひさ/作曲：三木たかし/編曲：島健
13. ラヴ・イズ・オーヴァー(4:15)
1979年発表の欧陽菲菲のカバー
作詞・作曲：伊藤薫/編曲：松浦晃久
14. 恋人よ(3:31)
1980年発表の五輪真弓のカバー
作詞・作曲：五輪真弓/編曲：亀田誠治
15. GOODBYE DAY(5:40)
1981年発表の来生たかおのカバー
作詞：来生えつこ/作曲：来生たかお/編曲：Alec Shantzis

## -ジュジュ苑スペシャル- スナックJUJU at 国立代々木競技場第一体育館
『-ジュジュ苑スペシャル- スナックJUJU at 国立代々木競技場第一体育館』(-ジュジュえんスペシャル- スナックジュジュ・アット・こくりつよよぎきょうぎじょう)はJUJUのライブ・ビデオ。

### 解説
映像作品としては、2015年の『JUJU BEST VIDEO CLIPS』より約2年振りとなる。
2016年10月10日に国立代々木競技場にて開催されたライブの様子が収録されており、ゲストとして鈴木雅之や、沢村一樹などがライブに参加し、共にセッションを行っている。
本ライブは、カバー・アルバム『スナックJUJU 〜夜のRequest〜』に収録されたカバー曲を中心に、セットリストの大半がカバー曲で占められており、自身のオリジナル曲は3曲に留まっている。

### 収録曲

#### Disc.1
1. DESIRE -情熱-
2. 六本木心中
3. 夏をあきらめて
4. 異邦人
5. 桃色吐息
6. シルエット・ロマンス
7. まちぶせ
8. あの日にかえりたい
9. ラヴ・イズ・オーヴァー
10. 恋におちて -Fall in love-
11. つぐない
12. 恋人よ

#### Disc.2
1. レイニーブルー
2. ロンリーチャップリン with 鈴木雅之
3. 喝采
4. What You Want
5. believe believe feat. 明辺悠五 (沢村一樹)
6. やさしさで溢れるように